# 아웅산 묘역 테러 사건
아웅산 묘역 테러 사건은 1983년 10월 9일에 미얀마의 옛 수도이자 현 최대 도시인 양곤에 위치한 아웅산 묘역에서 북한이 미리 설치한 폭탄이 터져 30여명의 사상자를 낸 폭탄 테러 사건으로 대한민국의 서석준 부총리와 이범석 외무부 장관, 김동휘 상공부 장관, 김재익 청와대 대통령비서실 경제수석비서관 등 각료와 수행원 17명이 사망하고 14명의 수행원들이 부상당했으며 사건 직후 전두환은 공식 순방 일정을 모두 취소하고 귀국했다.

## 경과
1983년 10월 8일 당시 대통령이었던 전두환은 공식 수행원 22명, 비공식 수행원 등과 함께 미얀마, 인도, 스리랑카, 브루나이 등 4개국과 호주, 뉴질랜드 등 2개국에서 진행되는 17박 18일 일정의 공식 해외 순방길에 나섰다.
미얀마는 당시 전두환의 동남아시아, 오세아니아 순방길의 첫 방문지였으며 이 날은 미얀마의 독립운동가이자 아웅산 수 찌 현 미얀마 국민통합정부 국가고문의 아버지인 아웅 산 장군의 묘소에서 참배 행사가 예정되어 있었다.
10월 9일 서석준 부총리를 비롯한 수행 공무원들과 경호원들은 행사 준비 및 예행 연습을 하고 있었고 같은 시각인 오전 10시 23분경 전두환은 행사에 참가하기 위해 영빈관에서 출발했다.
예행연습을 마치고 대통령을 맞이할 채비를 마친 서석준 부총리를 비롯한 수행원들은 오전 10시 26분경 대통령 측근으로부터 "차량 정체로 인해 대통령이 약 30여분뒤에 지연도착"한다는 연락을 받고 한번 더 애국가의 예행 연습을 한다.
그런데 미리 대기해 있던 폭탄 테러 용의자 중 1명인 신기철은 전두환이 오전 10시 30분에 도착한다는 소식을 첩보를 통해 파악한 상태였고 예행연습중에 나온 음악을 듣고 전두환이 도착했다고 오인하여 오전 10시 28분에 미리 설치해 두었던 폭탄 스위치를 작동시켰다.
이 때 당시 이계철 주미얀마 대한민국 대사가 입장했는데 공교롭게도 이계철 대사 역시 대머리인 탓에 신기철은 이계철 대사를 전두환으로 착각했으며 이 폭발로 예행 연습중이던 서석준 부총리, 이범석 외무부 장관을 포함하여 17명이 현장에서 사망하고 이기백 합동참모의장을 비롯한 14명이 부상을 당하고 만다.
사건 당시 이기백 합참의장은 장교 정복을 입고 있었는데 육군 대장답게 각종 약장과 휘장들을 엄청나게 많이 달고 있었으며 이 약장과 휘장들이 방탄복 역할을 한 덕분에 겨우 목숨을 건질 수 있었다고 직접 밝힌 바가 있다.
한편 전두환은 모든 일정을 취소한 뒤 귀국을 서둘렀고 미얀마는 자국의 국민 영웅 아웅산의 묘소에 테러가 발생했다는 소식을 듣고 분노하여 테러를 일으킨 북한과의 단교 조치와 함께 국가승인도 취소하였으며 전 세계 60여개국도 북한과의 단교 조치 혹은 외교관계의 축소시키는 조치를 취했다.

## 사망자
- 서석준: 부총리 겸 경제기획원 장관
- 이범석: 외무부 장관
- 김동휘: 상공부 장관
- 서상철: 동력자원부 장관
- 함병춘: 청와대 대통령 비서실장
- 이계철: 주미얀마 대한민국 대사
- 김재익: 청와대 대통령 비서실 경제수석비서관
- 하동선: 해외협력위원회 기획단 단장
- 이기욱: 재무부 차관[2]
- 강인희: 농수산부 차관
- 김용한: 과학기술처 차관
- 심상우: 민주정의당 총재 비서실 실장 (희극인 심현섭의 아버지)
- 민병석: 청와대 대통령 비서실 주치의무보좌관 (대통령 주치의)
- 이재관: 청와대 대통령 비서실 공보비서관
- 한경희: 청와대 대통령 경호실 경호원
- 정태진: 청와대 대통령 경호실 경호원
- 이중현: 동아일보 사진기자

## 부상자
- 이기백: 군인 겸 정치인
- 최금영: 기자
- 최재욱: 언론 출신 정치인
- 김상영
- 윤국병: 기자
- 최규철
- 최상덕
- 김영석
- 임상택

## 사건 직후
당시 미얀마는 사회주의 성향으로 대한민국보다 북한과 가까운 국가였으나 미얀마 정부는 자국의 독립 영웅인 아웅산 묘역에서 폭탄 테러를 일으킨 것에 대해 격노하여 북한과 즉시 단교 조치함과 동시에 대사관을 강제로 철수시키고 국가승인까지 취소하였다.
또한 미얀마 경찰이 북한 국적의 범인 3명 가운데 신기철 상위를 인근에서 사살하고 처음에 진씨라는 성으로 알려졌던 김진수 소좌와 강민철 상위를 테러 현행범으로 체포했으며 이 사건으로 전두환은 모든 순방계획을 취소하고 특별기편을 통해 귀국했다.
파편화된 시신들은 수습된 뒤 현장에서 희생된 서석준 부총리 등 17명은 합동 국민장이 거행되었으며 이 사건으로 미얀마, 사모아, 코스타리카 등의 국가들은 북한과 단교 조치하였고 비동맹국 회의에서 북한의 발언권이 약화되었다.

## 범인 체포
범인은 강민철, 신기철, 김진수로 이루어진 북한 공작원 3인조로 이들은 양곤강을 건너 중국 방향으로 도망치려 했으나 북한에서 접선지인 양곤강에 배를 보내주기로 했다가 이에 대한 약속을 어겼고 이에 3인조는 각자 도망치기로 하고 김진수만 따로 도주하기로 했다.
새벽에 김진수가 양곤강을 헤엄치고 있었는데 그 모습을 수상하게 여긴 주민들의 신고로 미얀마 경찰이 출동하면서 김진수는 체포되었는데 현장에서 수류탄을 꺼냈으나 김진수가 수류탄에서 안전핀을 뽑자마자 바로 폭발했으며 이렇게 김진수는 애꾸눈에 외팔이가 된 채로 체포되었다.
같은 시각 신기철과 강민철이 양곤강에서 2명의 어부에게 부탁해서 돈을 주고 배를 탔는데 이 때 이 어부들 중 한 명이 복통을 호소하는 척하며 배에서 내렸고 바로 경찰에 신고했다.
이에 양곤강 건너편에서 기다리고 있던 경찰에 의해 신기철과 강민철이 체포되었고 경찰서에서 심문 도중 신기철과 강민철은 가방에서 권총을 꺼내 경찰과 총격전을 벌였다.
이 과정에서 신기철이 그 자리에서 사살되었고 강민철은 도주했으나 얼마 못 가 포위당했고 결국 강민철 역시 김진수가 했던 대로 수류탄에서 안전핀을 뽑았는데 안전핀을 뽑자마자 바로 폭발했으며 역시 외팔이가 된 채로 체포되었다.
조선인민군 당국에서 준 이 수류탄들은 공격용이 아니라 수류탄에서 안전핀을 뽑자마자 바로 폭발하도록 개조한 자살용 수류탄이었는데 공작원들은 그걸 모르고 안전핀을 뽑았기 때문에 폭발로 인해 외팔이와 애꾸가 되고 말았다.

## 이후 소식
끝까지 입을 열지 않은 김진수는 1985년 4월 사형이 집행되었고 강민철은 미얀마 인세인 감옥에서 복역하다가 2008년 5월 18일 53세를 일기로 중증 간질환으로 사망했다.
강민철의 경우 김진수와 마찬가지로 사형이 선고되었지만 수사에 협조했다는 이유로 무기징역으로 감형됐고 2008년 옥중에서 사망한 것으로 돼 있으나 사실 여부는 확인되지 않았다.
대한민국의 대통령은 이후 29년간 미얀마를 방문하지 않았다가 2012년 5월 14일 이명박 대통령이 중국 베이징에서 한중일 정상회담을 마친 후 미얀마를 방문하였고 같은 해 10월 8일에는 테인 세인 미얀마 대통령이 이명박 대통령의 초청으로 방한하였다.
박근혜 정부 때인 2014년 대한민국 순국사절 추모비가 건립됐으며 가로 9m, 높이 1.5m, 두께 1m 크기이며 제주의 무덤 형식인 '산담'에서 착안해 'ㅁ'자로 만들어졌다.
벽 한 쪽에 있는 틈으로 100ｍ 정도 떨어진 테러 발생 현장이 보이도록 설계됐고 2012년 테인 세인 미얀마 대통령의 방한을 계기로 미얀마 측이 협조 의사를 밝히면서 건립이 추진됐으며 이후 2019년 9월 4일 미얀마를 방문한 문재인 대통령이 우리나라 대통령으로는 사상 처음으로 순국사절 추모비를 방문했다.

## 테러범의 소속에 대한 논란
아웅산 묘소 암살폭발사건의 주범인 강민철이 북한의 공작원이 아닌 북파공작원이었다는 주장이 등장했다.
2017년 <1983 버마>를 펴낸 연합뉴스 기자 강진욱은 이 책에서 아웅산 묘소 테러사건의 주범으로 알려진 강민철이 사실은 북파공작원이라고 주장한다.
전두환은 사건 직후 이 사건이 “북한 김일성 집단의 소행”임을 주장했고 남은 일정을 모두 취소하고 귀국한 뒤 비상경계태세를 발동했으며 이에 전국적으로 북한 만행 규탄 대회가 열렸고 보복과 응징 분위기가 고조됐다.
미얀마 정부는 사건 발생 후 3주가 지나도록 북한을 특정하지 않은 채 ‘코리언’이 범인이라는 입장이었지만 범인으로 지목되어 체포된 강민철은 자신이 북한 공작원임을 시인했다.

## 문화 · 방송계
일부 방송사들은 특정 상황으로 인해 정규 방송을 중단한 후 긴급 속보 및 특보 체제로 전환되었는데 KBS와 MBC는 신속한 뉴스 전달을 위해 방송 편성을 전면 수정했으며 이러한 조치는 시청자들에게 중요한 정보를 빠르게 제공하기 위한 긴급 대응이었다.
아웅산 테러 사건으로 국가애도기간이 선포되면서 예정되었던 가을축제가 전면 취소되었으며 국가적 애도 분위기와 국민의 안전을 고려한 이번 결정은 모든 시민의 뜻을 존중하기 위한 조치이다.

## 관련 미디어
- 꼬리에 꼬리를 무는 그날 이야기 (SBS)

## 참고 자료
- 대한뉴스 제1458호 (1983년 10월 14일). “대한뉴스 제 1458호-버마 아웅산 폭발테러”.
- 대한뉴스 제1459호 (1983년 10월 22일). “대한뉴스 제 1459호-버마사태 사후수습에 즈음한 대통령 특별담화”.
- 대한뉴스 제1462호 (1983년 11월 11일). “대한뉴스 제 1462호-버마정부 북괴응징”.

## 같이 보기
- 전두환
- 김정일
- 대한민국 제5공화국